# Bekenstein-Hawking-Entropie

Bekenstein-Hawking-Entropieformel

Die Bekenstein-Hawking-Entropie Schwarzer Löcher ordnet diesen eine formale Entropie {\displaystyle S_{\mathrm {SL} }} zu, die nur vom Oberflächeninhalt ihres Ereignishorizonts und von fundamentalen Naturkonstanten abhängt. Sie wurde 1973 von Jacob Bekenstein gefunden und von Stephen Hawking bald darauf durch seine Theorie der Hawking-Strahlung gestützt.
Durch die Entropie-Gleichung von Bekenstein und Hawking lässt sich ein Zusammenhang zwischen der Thermodynamik, der Quantenmechanik und der allgemeinen Relativitätstheorie herstellen.
Ein fundamentales Ziel einer bisher nur in Ansätzen existierenden Theorie der Quantengravitation ist die Interpretation der Bekenstein-Hawking-Entropie durch mikroskopische Freiheitsgrade.
Die Bekenstein-Hawking-Entropie war eine Motivation für das Holografische Prinzip.

## Geschichte
1971 stellte Stephen Hawking das zweite Gesetz der Thermodynamik Schwarzer Löcher auf: Die Oberfläche Schwarzer Löcher kann niemals abnehmen bei Prozessen wie der Verschmelzung oder Streuung Schwarzer Löcher und auch nicht, wenn ein Teilchen hineinfällt. Dabei entspricht die Oberfläche dem Quadrat der irreduziblen Masse des Schwarzen Lochs (Masse nach reversibler Entfernung von Ladung und Drehmoment). Das legte die Analogie der Oberfläche Schwarzer Löcher mit einer Entropie nahe. Während seiner Doktorarbeit stellte Jacob Bekenstein das folgende Gedankenexperiment an: Fällt ein Körper mit einer Entropie {\displaystyle S} in ein Schwarzes Loch, so kann ein außenstehender Beobachter nur zwei Dinge feststellen: Die Entropie außerhalb des Ereignishorizonts hat abgenommen und die Oberfläche des Schwarzen Loches ist größer geworden. Um eine Verletzung des zweiten Hauptsatzes der Thermodynamik auszuschließen, muss er daher die Oberfläche des Schwarzen Lochs als ein Maß für die im Schwarzen Loch enthaltene Entropie interpretieren:
{\displaystyle S_{\mathrm {SL} }={\frac {k_{\mathrm {B} }\,c^{3}}{4\,\hbar \,G}}\cdot A={\frac {k_{\mathrm {B} }}{4\,l_{\mathrm {P} }^{2}}}\cdot A},
wobei {\displaystyle S_{\mathrm {SL} }} die Entropie des Schwarzen Lochs ist und {\displaystyle A} die Oberfläche des Ereignishorizonts. Ferner sind {\displaystyle k_{\mathrm {B} }} die Boltzmann-Konstante, {\displaystyle c} die Lichtgeschwindigkeit, {\displaystyle \hbar } die reduzierte Planck-Konstante, {\displaystyle G} die Gravitationskonstante und  {\displaystyle l_{\mathrm {P} }={\sqrt {G\hbar /c^{3}}}} die Planck-Länge. In der Literatur wird die Boltzmannkonstante oft weggelassen bzw. {\displaystyle k_{\mathrm {B} }=1} gesetzt.
Die Oberfläche des Ereignishorizonts ist dabei für ungeladene, stationäre, kugelsymmetrische Schwarze Löcher (beschrieben durch eine Schwarzschild-Metrik, Masse {\displaystyle M}) durch
{\displaystyle A=4\pi r_{\mathrm {S} }^{2}=16\pi {\left({\frac {GM}{c^{2}}}\right)}^{2}}
gegeben mit dem Schwarzschildradius {\displaystyle r_{\mathrm {S} }={\frac {2GM}{c^{2}}}}, und für rotierende Schwarze Löcher (Drehimpuls {\displaystyle J}) durch:
{\displaystyle A=4\pi \left(r_{\mathrm {S} }^{2}+\left({\frac {J}{Mc}}\right)^{2}\right)}
Stephen Hawking kritisierte daran, dass damit das Schwarze Loch auch eine Temperatur besitzen müsse. Ein Körper mit nichtverschwindender Temperatur besitzt jedoch eine Schwarzkörperstrahlung, die dem gängigen Bild widerspricht, dass aus dem Schwarzen Loch nichts mehr entweicht. Hawking löste dieses Paradoxon dadurch auf, dass er darauf hinwies, dass ein Ereignishorizont ohne jegliche Ausdehnung bei zugleich angenommener exakter Energiedichte der quantenmechanischen Unschärferelation widersprechen würde. In unmittelbarer Nähe des Ereignishorizonts sei die Energiedichte des Gravitationsfeldes vielmehr so groß, dass sich Teilchenpaare bilden, von denen eines in das Schwarze Loch fällt, das andere jedoch entweicht. Mit dieser Hawking-Strahlung ist das Gleichsetzen von Entropie und Oberfläche des Schwarzen Lochs möglich, die Entropie des Schwarzen Lochs trägt daher den Namen Bekenstein-Hawking-Entropie.
Die Temperatur des Schwarzen Lochs beträgt
{\displaystyle T={\frac {\hbar \ c^{3}}{8\pi \,G\,Mk_{\mathrm {B} }}}}.
Diese Temperatur liegt typischerweise in der Größenordnung eines Millionstel Kelvins und wird mit zunehmender Masse des Schwarzen Lochs geringer. Das Schwarze Loch kann sich auflösen, wenn die Energie der abgestrahlten Hawking-Strahlung für einen ausreichend langen Zeitraum die Energie der einfallenden Materie übersteigt.

## Verallgemeinerter zweiter Hauptsatz der Thermodynamik
Der zweite Hauptsatz der Thermodynamik besagt, dass für ein abgeschlossenes System die Entropie nicht kleiner werden kann. Da auch Entropie enthaltende Körper in ein Schwarzes Loch fallen können, stellt sich die Frage, ob dadurch der zweite Hauptsatz verletzt wird. Durch den Zusammenhang zwischen Oberfläche und Entropie des Schwarzen Lochs kann der zweite Hauptsatz jedoch verallgemeinert werden: "Die Summe aus „gewöhnlicher“ Entropie und der (mit {\displaystyle k_{\mathrm {B} }/(4l_{\mathrm {P} }^{2})} multiplizierten) Gesamtfläche aller Ereignishorizonte kann mit der Zeit nicht abnehmen."
Man betrachte zum Beispiel die Fusion zweier Schwarzer Löcher der Massen M1 und M2. Der Fusionsprozess sei isentrop, d. h., die gewöhnliche Entropie des Systems verändert sich nicht. Da die Fläche des Ereignishorizontes A proportional zum Quadrat der Masse ist, ergibt sich für die Änderung {\displaystyle \Delta A=A_{\text{nachher}}-A_{\text{vorher}}}:
{\displaystyle \Delta A=A(M_{1}+M_{2})-A(M_{1})-A(M_{2})\sim (M_{1}+M_{2})^{2}-M_{1}^{2}-M_{2}^{2}=2M_{1}\,M_{2}>0}
Die Gesamtfläche nimmt also zu und die Fusion zweier Schwarzer Löcher steht somit nicht im Widerspruch zum verallgemeinerten zweiten Hauptsatz.
Man betrachte nun den Zerfall eines Schwarzen Loches der Masse M1+M2 in zwei kleinere Schwarze Löcher der Massen M1 und M2. Der Zerfallsprozess sei wieder isentrop. Für die Änderung der Gesamtfläche der Ereignishorizonte gilt dann:
{\displaystyle \Delta A=A(M_{1})+A(M_{2})-A(M_{1}+M_{2})\sim M_{1}^{2}+M_{2}^{2}-(M_{1}+M_{2})^{2}=-2M_{1}\,M_{2}<0}
Die Gesamtfläche würde also bei dem Zerfall eines Schwarzen Loches in zwei kleinere abnehmen. Der verallgemeinerte zweite Hauptsatz der Thermodynamik verbietet also den Zerfall eines Schwarzen Loches in zwei kleinere.

## Beobachtungen
Der Satz von Hawking über die Zunahme der Fläche des Ereignishorizonts und damit der Bekenstein-Hawking-Entropie wurde aus Gravitationswellendaten bei der Verschmelzung schwarzer Löcher 2021 bestätigt.